# یواس‌اس سیسکین (ای‌ام‌اس-۵۸)
یواس‌اس سیسکین (ای‌ام‌اس-۵۸) (به انگلیسی: USS Siskin (AMS-58)) یک کشتی بود که طول آن ۱۳۶ فوت (۴۱ متر) بود. این کشتی در سال ۱۹۴۴ ساخته شد.